# Paule du Bouchet
Paule du Bouchet, née le 19 avril 1951, est une éditrice et autrice française.

## Biographie

### Enfance et formation
Paule du Bouchet est la fille d'André du Bouchet et de Tina Jolas,. Elle a un frère, Gilles. Quand elle a six ans, sa mère quitte le domicile familial pour vivre sa passion avec René Char. Elle sera donc élevée par son père. 
Après des études de philosophie et de musique, elle enseigne la philosophie et fait de la formation musicale pour les enfants. Elle s'oriente ensuite vers l'édition et la littérature jeunesse.

### Carrière littéraire
Paule du Bouchet est quelques années journaliste pour Bayard Presse puis réalise la plus grande partie de sa carrière aux éditions Gallimard, comme directrice éditoriale. Elle est la créatrice et l'éditrice de la collection « Découvertes Gallimard » de 1984 à 1996. Passionnée de musique, elle est ensuite à l'orgine du département Gallimard Jeunesse Musique, puis du secteur de livres audio « Ecoutez lire » Gallimard,. 
Parallèllement, elle publie une trentaine d’ouvrages dont de très nombreux livres jeunesse et plusieurs livres parus dans la collection Blanche de Gallimard.
Elle devient également présidente du Festival Vox de livre audio et de lecture à voix haute et elle occupe une activité de création éditoriale aux Editions Fario.
Elle anime enfin des ateliers d’écriture et, pour Culture Tops, rédige des chroniques Théâtre.

#### Ecriture
En 2007, son roman jeunesse sur la Première Guerre mondiale, Le Journal d'Adèle, reçoit le Prix du roman historique, le Prix petit Renaudot, le Prix de l'Académie de Versailles.
En 2011, elle publie Emportée, un texte sur la vie de sa mère, Tina Jolas, traductrice et ethnologue, qui quitta sa famille pour vivre sa passion avec le poète René Char,. 
En 2018 sort Debout sur le ciel, un livre dans lequel elle raconte son père, le poète André du Bouchet,. Il est récompensé en 2019 par le prix Anna de Noailles de l'Académie Française.
En 2022, elle publie L'annonce, qui relate ce jour de 1998 où l'autrice apprend la mort de sa meilleure amie d'enfance, dont elle dresse ensuite le portrait. 
En 2023, parait L'année blanche, un récit dans lequel elle raconte son année passée au Pérou, en 1974, au sein d'un village d'indiens Quechua, puis son retour là-bas, en 2019.
En 2024 sort La langue de l'hirondelle. Dans ce livre, elle revient sur les souvenirs de son enfance. Le roman est sélectionné pour le Prix Marcel-Pagnol 2024. 
En 2025, elle publie Le parloir. Le roman dresse le portrait d'un détenu et de sa visiteuse. « Follement romanesque, le récit de Paule du Bouchet parvient à renouveler le thème de la rencontre par ce face-à-face abrupt et imprévisible.» écrit Claire Julliard dans Le Nouvel Obs. Il est sélectionné pour le Prix des Libraires 2025. Il est également sélectionné pour le Prix des Romancières 2025 et le Prix de La Closerie des Lilas,.

## Publications
- Marie-Laure Bernadac et Paule du Bouchet, Picasso : Le sage et le fou, Paris, Éditions Gallimard, coll. « Découvertes Gallimard / Peinture » (no 4), 1986 (réimpr. 2007), 192 p. (ISBN 978-2-0705-3016-8)
- Paule du Bouchet, Magnificat : Jean-Sébastien Bach, le cantor, Paris, Éditions Gallimard, coll. « Découvertes Gallimard / Musique » (no 116), 1991, 192 p. (ISBN 978-2-0705-3144-8)
- Adoptée par les Romains : La mythologie Grecque , Foma , 1993  (ISBN 9782218071171)
- Paule du Bouchet et Laurent Corvaisier, livre audio, lecture par Paule du Bouchet, Tom'bé, le lion et le rap (coll. « Mes premières découvertes de la musique », Gallimard Jeunesse Musique), 2000  (ISBN 2-07-054385-4)
- Coco et le poisson Ploc , illustration Xavier Frehring , livre avec CD , Gallimard jeunesse , 2000  (ISBN 9782070543953)
- Coco et les bulles de savon , illustration Xavier Frehring , Gallimard jeunesse  , livre avec CD, 2001   (ISBN 9782070547661)
- Bichoui , Hachette jeunesse , 2001  (ISBN 9782012242029)
- Comme un ours en cage , illustration Pierre Bailly , Gallimard jeunesse , 2001  (ISBN 9782070546046)
- Coco et les pompiers , illustration Xavier Frehring , Gallimard jeunesse , 2002  (ISBN 9782070535538)
- Violette , Gallimard jeunesse , 2003  (ISBN 9782070556243)
- Coco et le tambour , Gallimard jeunesse , 2004  (ISBN 9782070559275)
- Dans Paris occupé : Journal d'Hélène Pitrou 1940 - 1945 , Gallimard jeunesse , 2005  (ISBN 9782070520206)
- L'anniversaire de Coco , Gallimard jeunesse , 2006  (ISBN 9782070574285)
- Au temps des martyrs chrétiens : Journal d'Alba , 175 - 178 après J - C , Gallimard jeunesse , 2007  (ISBN 9782070613021)
- Le journal d'Adèle , illustration Alain Millerand , Gallimard jeunesse , 2007  (ISBN 9782070612963)
- Le pyjama de Coco , Gallimard jeunesse , 2008  (ISBN 9782070618569)
- Le doudou de Coco , Gallimard jeunesse , 2009  (ISBN 9782070623150)
- Mes plus belles chansons , Gallimard jeunesse , 2009   (ISBN 9782070624805)
- Mon amie Sophie Scholl , Gallimard , 2009   (ISBN 9782070625031)
- Voyage autour du monde , Gallimard jeunesse , 2010   (ISBN 9782070634729)
- Coco et le bébé (livre CD) , illustration Xavier Frehring , Gallimard jeunesse , 2010   (ISBN 9782070631209)
- Coco à l'école , illustration Xavier Frehring  , Gallimard jeunesse , 2012   (ISBN 9782070645497)
- Je vous écrirai , Gallimard jeunesse , 2013   (ISBN 9782070652488)
- Coco et son pot , Gallimard jeunesse , 2014   (ISBN 9782070657421)
- Jean-Sébastien Bach , Gallimard jeunesse , 2015   (ISBN 9782070668496)
- Dodo , Coco ! , Gallimard jeunesse , 2015   (ISBN 9782070668359)
- Chante Luna , Gallimard jeunesse , 2016  (ISBN 9782070582945)
- À la vie à la mort , Gallimard jeunesse , 2016  (ISBN 9782070560080)
- Coco en vacances , illustration Xavier Frehring , livre avec CD Gallimard jeunesse , 2017  (ISBN 9782075084369)
- 68 : Année Zéro , Gallimard jeunesse , 2018   (ISBN 9782075101691)
- Debout sur le ciel, Gallimard, 2018 - Prix Anna-de-Noailles de l’Académie française 2019
- Coco et le chaton , avec Xavier Frehring , Gallimard jeunesse , 2019  (ISBN 9782075128209)
- Emportée , Editions des femmes , 2020 , 222 p.  (ISBN 9782721007193)
- L'annonce , Gallimard , 2022 , 112 p.  (ISBN 9782072966439)
- J'ai rencontré l'enfant sauvage , Gallimard jeunesse , 2022 , 160 p.  (ISBN 9782075155694)
- L'année blanche, Gallimard, 2023, 128 p.  (ISBN 2-07-294232-2)
- La langue de l'hirondelle, Gallimard, 2024
- Le parloir, Hachette fictions, 2025

## Prix et distinctions
- (international) « Honour List » 2006[17] de l' IBBY pour  Chante, Luna
- Prix du roman historique, Prix petit Renaudot, Prix de l'Académie de Versailles[7] pour Le Journal d'Adèle
- Prix Anna de Noailles de l'Académie Française[7] pour Debout sur le ciel